# Solvente protico
In chimica, un solvente protico è un solvente la cui struttura molecolare presenta un atomo di idrogeno dissociabile come ione H+. Tale atomo di idrogeno è generalmente legato a un atomo di ossigeno o di azoto in un gruppo amminico, ma anche l'acido fluoridrico può essere considerato un solvente protico.
In generale, un solvente protico è un solvente capace di cedere uno ione H+; un solvente che non ha questa capacità (come ad esempio la dimetilformammide) è invece un solvente aprotico.
Tra le caratteristiche comuni ai solventi protici si annoverano le seguenti:
- sono in grado di formare legami idrogeno;
- possiedono un idrogeno acido (anche se possono essere acidi molto deboli);
- stabilizzano gli ioni per solvatazione.

Esempi di solventi protici sono l'acqua, il metanolo, l'etanolo, l'acido formico, l'acido fluoridrico e l'ammoniaca; in generale tutti gli alcoli e gli acidi carbossilici a basso peso molecolare.
I solventi protici favoriscono le reazioni di tipo SN1.